# Ischnomera discolor
Ischnomera discolor is een keversoort uit de familie schijnboktorren (Oedemeridae). De wetenschappelijke naam van de soort is voor het eerst geldig gepubliceerd in 1874 door Leconte.